# Upsilon Lupi
Upsilon Lupi (υ Lupi, υ Lup) è un sistema stellare situato nella costellazione del Lupo. Tale sistema, composto da due stelle, così come altre stelle della costellazione del Lupo, è un membro dell'associazione stellare Scorpius-Centaurus, e più precisamente del sottogruppo Centauro superiore-Lupo. Situato a circa 410 anni luce dal sistema solare, come calcolato dalla parallasse misurata da Hipparcos, la sua magnitudine apparente pari a +5,39 fa sì che questo sistema sia visibile a occhio nudo nell'emisfero australe.

## Caratteristiche del sistema
Le due componenti del sistema, chiamate Upsilon Lupi A e Upsilon Lupi B, sono separate da una distanza angolare pari a 1,5 arcosecondi, e formano probabilmente una stella binaria visuale.

La componente principale, Upsilon Lupi A, è una stella peculiare Ap classificata come A0p Si, dove il suffisso "Si" sta ad indicare una sovrabbondanza di silicio nella fotosfera della stella. La densità di flusso quadratica media del campo magnetico della stella, la quale irradia con una luminosità pari a 113 volte quella solare, è stata misurata pari a (764,7±311,3)×10−4 T.

Per quanto riguarda Upsilon Lupi B, la componente meno brillante del sistema in virtù della sua magnitudine apparente di 10,90, alcuni studi fanno ritenere che essa possa essere la sorgente dell'emissione di raggi X rilevata a queste coordinate.